# William Ouseley
William Ouseley (Monmouthshire, 1767 – Boulogne-sur-Mer, settembre 1842) è stato un iranista e diplomatico britannico.
Sir William Ouseley era il primogenito del Capitano Ralph Ouseley e di Elizabeth Holland.
Ricevette in casa la sua istruzione, assieme al fratello Gore e a suo cugino Gideon Ouseley. Nel 1787 si recò a Parigi per imparare la lingua francese, appassionandosi proprio nella capitale francese della letteratura persiana.
Nel 1788 divenne Cornetta, cioè un giovane ufficiale di cavalleria, nell'8º reggimento di dragoni. Alla fine del 1794 si congedò e si recò a Leida per studiarvi lingua persiana.

## Matrimonio e vita familiare
Nel 1798 si trovava a Crickhowell dove avrebbe voluto pubblicare i suoi Viaggi.
S'era sposato intanto nel 1796 con Julia Frances Irving, da cui ebbe un gran numero di figli. Il maggiore fu il futuro Sir William Gore Ouseley, diplomatico nella Corte di Persia e in Sudamerica, oltre che artista apprezzato.

## Cavalierato
Nel 1800, Charles Lord Cornwallis (1738–1805), che dal 1786 al 1793 era stato Governatore-Generale dell'India, lo aveva insignito del Cavalierato in riconoscimento della sua promozione nel Regno Unito degli studi orientali.

## Lavori a stampa
Nel 1795 pubblicò Persian Miscellanies; nel 1797-1799 Oriental Collections; nel 1799 Epitome of the Ancient History of Persia; nel 1800, The Oriental Geography of Ebn Haukal (The Oriental Geography of Ibn Hawqal); nel 1801 una traduzione del Bakhtiyar Nama and Observations on Some Medals and Gems.
Ricevette nel 1797 una laurea in Giurisprudenza honoris causa dall'Università di Dublino e nel 1800 fu fatto Cavaliere.

## Persia
Quando suo fratello minore, Sir Gore Ouseley, fu inviato nel 1810 in veste di Ambasciatore in quella che allora era ancora chiamata Persia (oggi Iran), Sir William lo accompagnò come suo Segretario. Nel settembre del 1812 ebbe un passaggio sulla HMS Salsette, allora a Smirne, e a bordo di essa tornò in Inghilterra nel 1813. Nel 1819-1823 pubblicò in tre volumi Travels in Various Countries of Middle East, specialmente in Persia (Iran), effettuati nel 1810, nel 1811 e nel 1852. Pubblicò del pari edizioni dei notissimi Travels in Arabia, Arabian Proverbs and Notes on the Bedouins and Wahbys di John Lewis Burckhardt e contribuì con diversi lavori alle Transactions of the Royal Society of Literature.